# Furcillaria laminata
Furcillaria laminata är en mångfotingart som beskrevs av Shelley 1981. Furcillaria laminata ingår i släktet Furcillaria och familjen Xystodesmidae. Inga underarter finns listade i Catalogue of Life.